# Šumař na střeše

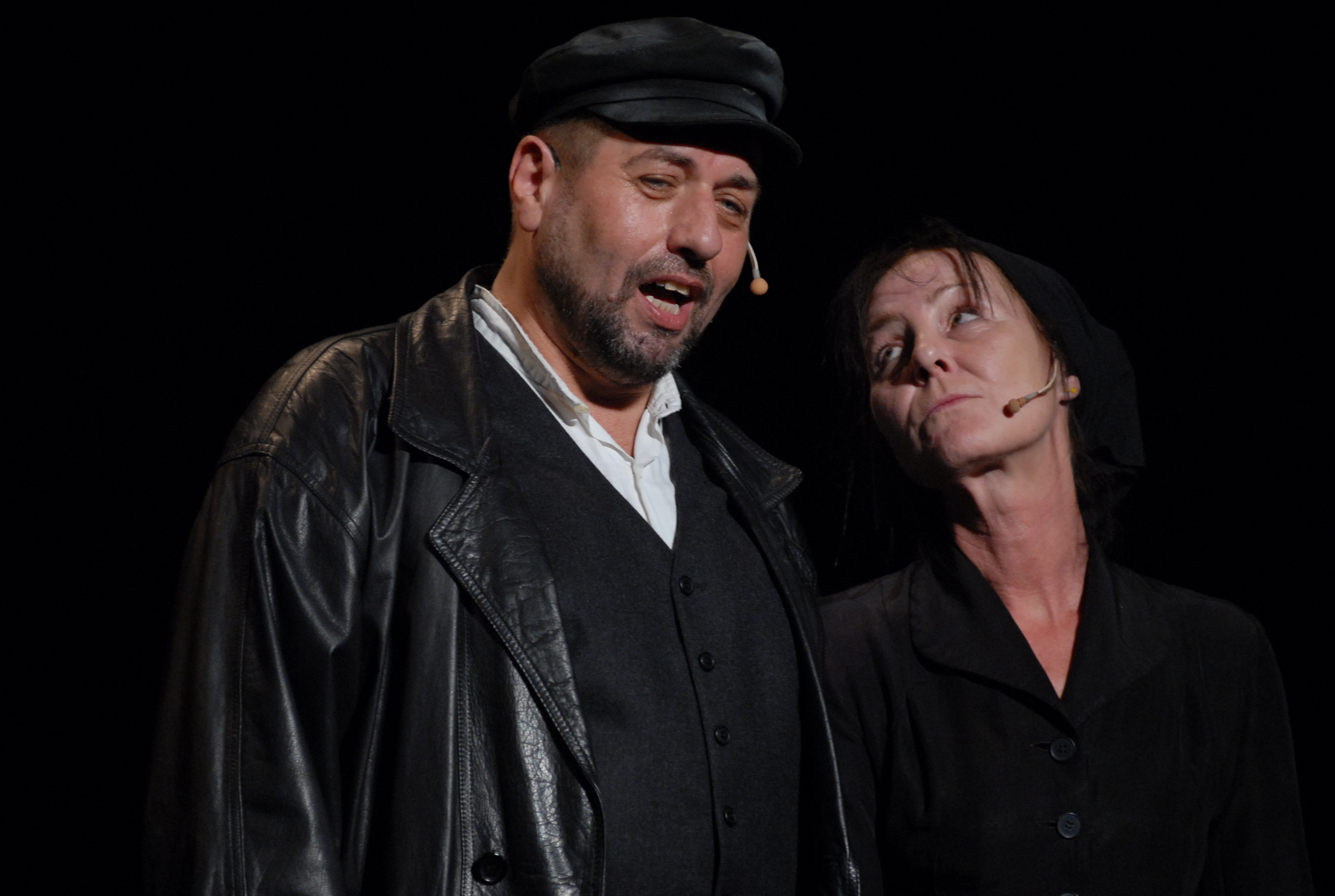
Muzikál v provedení Městského divadla Brno

Šumař na střeše (anglicky Fiddler on the Roof, německy Anatevka) je americký muzikál, který vznikl podle knihy spisovatele Šoloma Alejchema Tovje vdává dcery, jejíž český překlad vyšel v roce 1958. Hudbu k němu napsal Jerry Bock. Muzikál byl i zfilmován, stejnojmenný film byl natočen roku 1971 režisérem Normanem Jewisonem.

## České inscenace
Českou premiéru měl tento muzikál v pražském Tylově divadle v únoru 1968 v hudebním provedení Dalibora Brázdy.
V roce 1968 muzikál uvedlo také Národní divadlo Brno, kde měl 28 repríz.
Od 9. listopadu 1990 tento muzikál hrálo Jihočeské divadlo.
Od 10. června 1995 do 30. června 1998 hrálo tento muzikál Národní divadlo moravskoslezské.
Divadlo Na Fidlovačce mělo Šumaře ve svém repertoáru již od roku 1998 (obnovená premiéra v roce 2006) do 21. června 2015. Hlavní roli Tovjeho hrál Tomáš Töpfer, který za tuto roli získal cenu Thálie 2006. Muzikál v tomto divadle měl 400 repríz.
Od 20. dubna 2002 do 16. dubna 2005 tento muzikál hrálo Městské divadlo Pardubice.
Tento muzikál mělo na svém repertoáru Městské divadlo Brno od roku 2006.
Dne 8. června 2024 tento muzikál zahrálo Městské divadlo Kladno. Od té doby ho zatím znovu nehrálo.
Od 15. prosince 2024 hraje tento muzikál Slezské divadlo Opava.

## Děj
Muzikál pojednává o životě chudého mlékaře Tovjeho, který má se svou manželkou pět dcer, z toho tři dospívající a žije ve vesnici Anatevka v Rusku na počátku 20. století. Mlékař je Žid, proto se celý jeho život odvíjí okolo tohoto náboženství. Jak dcery postupně dospívají, otec je chce provdat za ženichy, které jim sám vybere, ale dcery na to mají jiný názor.